# Konverzační analýza
Konverzační analýza (neboli CA, z angl. conversation analysis) je metoda sociologického výzkumu zkoumající mezilidské verbální i neverbální interakce. Zabývá se jak běžnou, tak profesní mluvou v mnoha oblastech (např. zdravotnictví, politika, právo, média, akademická půda, školství). Za autora této disciplíny je považován americký sociolog Harvey Sacks.

## Historie a současné využití
Konverzační analýza vznikla v pozdních 60. a na počátku 70. let 20. století jako navazující směr na etnometodologii (vědní disciplína zabývající se sociálními interakcemi). Jako její spoluzakladatelé jsou uváděni kromě Harveyho Sackse také jeho spolupracovníci Emanuel Schegloff a Gail Jefferson. Přestože byla tato metoda původně určena k analýze běžných konverzací, používá se dnes i ke studiím odborných konverzací. Využívají ji vědy jako je sociologie, psychologie, antropologie, či lingvistika, velký vliv má především v interakční sociolingvistice, diskurzivní analýze a diskurzivní psychologii.

## Metoda
Samotná metoda se skládá z několika dílčích kroků počínaje sběrem dat prostřednictvím nahrávání rozhovoru (samotné interakce). Následuje doslovná transkripce celé konverzace i různých doprovodných jevů do podoby textu a analýza specifických znaků vyskytujících se ve zkoumaném rozhovoru. Jednotlivé případy se díky své jedinečnosti studují zvlášť, tudíž se jedná o metodu fundamentálně kvalitativní. Následně jsou zkoumány jejich společné a často se vyskytující se prvky. Závěrem jsou na základě těchto zkoumaných faktů konstruovány modely, které vysvětlují výskyt nejrůznějších konverzačních jevů.

## Základní struktury
Konverzační analýza se zabývá mimo jiné strukturou rozhovoru, a to jak z hlediska střídání mluvčích, tak z hlediska uspořádání jednotlivých akcí v rozhovoru (takzvaná analýza sekvenční struktury).

### Střídání replik mluvčích v rozhovoru (TURN-TAKING)
Replika (turn) je v konverzační analýze celek, během kterého není mluvčí přerušen nebo vystřídán jiným mluvčím. Turn-taking se zaměřuje právě na přechod mezi jednotlivými replikami. Zkoumá, jakými způsoby si mluvčí berou slovo, jak poznají, že předchozí mluvčí skončil svoji repliku nebo jak jeden mluvčí předává slovo jinému. Klíčové je přitom takzvané „místo relevantní z hlediska přechodu” (z hlediska střídání mluvčích, transition relevance place). Způsob, jakým mluvčí toto místo určují, se zkoumá z několika hledisek – lišit se může větná kadence, síla hlasu, načasování, oční kontakt, délka pauzy, svou roli hrají také kulturní rozdíly a rozdíly mezi pohlavími.[zdroj?]
Nejdůležitější jsou následující situace:
1. Dosavadní mluvčí zvolí následujícího mluvčího (může se jednat o párovou sekvenci „otázka – odpověď“, více o párových sekvencích níže).
2. Dosavadní mluvčí nezvolí následujícího mluvčího a někdo sám od sebe naváže následující replikou.
3. Dosavadní mluvčí udělá pauzu a může (ale nemusí) pokračovat, pokud pokračuje, situace se na dalším relevantním místě zopakuje.[5]

Někdy je také nezbytné, aby jeden mluvčí měl několik replik po sobě, přerušovaných jen krátkými replikami ostatních (například při vyprávění příběhu). Někdy se repliky mohou překrývat (mluvčí mluví zároveň, dochází k tzv. překryvu replik).
Analýza střídání replik se skládá ze dvou základních částí: konstrukční složky (turn constructional component) a alokační složky (turn allocational component). Zatímco konstrukční složka se zabývá stavbou dané repliky (stavba lexikální, syntaktická, větná), alokační složka popisuje, jakým způsobem se mluvčí v jednotlivých replikách střídají.

### Sekvenční struktura
Z hlediska sekvencí se konverzační analýza zaměřuje na to, jak jsou jednotlivé akce v rozhovoru uspořádány. Důležité jsou zejména:
- Párové sekvence (adjacency pairs)

Párové sekvence jsou často důležité součásti rozhovoru. Co párové sekvence jsou, je nejjasněji vidět na příkladu: jedná se například o dvojice „otázka – odpověď“, „žádost – dovolení“, „žádost – zamítnutí“, nebo „kompliment – odpověď“. Jak je vidět, vždy se skládají z první a druhé části páru, tvořící dohromady typ páru (pair type).
- Presekvence (pre-sequences)

Presekvence je dvojice replik, která předchází hlavní akci, která svou povahou odpovídá typu presekvence. Například: „Víš, co je nového?“ – „Co?“ je presekvence předcházející nějakému oznámení, „Co děláš dneska večer?“ – „Nic.“ je presekvence, která předchází pozvání na schůzku.
- Preferenční organizace (preference organisation)

Preferenční organizace rozebírá, jak mluvčí volí mezi tzv. preferovanými a nepreferovanými akcemi. Preferovaná akce je například souhlas s názorem předchozího mluvčího. Preferované akce jsou typické tím, že je mluvčí vykonávají rychleji, příměji a také častěji než nepreferované, jako například nesouhlas nebo popření. Nepreferované akce jsou méně časté a mluvčí často pronášejí nesouhlasnou repliku váhavěji a pomaleji.
- Opravné sekvence (repairs)

Opravné sekvence slouží k napravování problémů v rozhovoru, jako přeřeknutí, přeslechnutí, špatné porozumění, faktické chyby atd. Třídí se podle toho, kdo opravu iniciuje (mluvčí sám nebo někdo jiný) a podle toho, kdo problém vyřeší (mluvčí sám nebo někdo jiný), přičemž preferované jsou opravy sebe sama.

## Srovnání s ostatními teoriemi
Konverzační analýza sdílí některé podobnosti s jinými výzkumy.
Například s výzkumem Noama Chomského, který se také zabývá řečí a její strukturou, ale v mnohem abstraktnějším měřítku – na rozdíl od konverzační analýzy se jeho výzkum nezabývá jednotlivými podrobnostmi řeči samotné, ale univerzálně platnými zákonitostmi, přičemž některé z nich považuje za vrozené.
Oproti teorii Johna Gumperze, která tvrdí, že pro analýzu rozhovoru jsou třeba konzultace s účastníky, konverzační analýza předpokládá, že je možné analyzovat mluvené interakce i za použití pouhé nahrávky.
Od diskurzivní analýzy se konverzační analýza liší v zaměření i metodách. Konverzační analýza se zajímá o procesy probíhající v sociálních interakcích a nezabývá se psanými texty, nebo většími sociokulturními fenomény. Metody konverzační analýzy se zaměřují na určení, jaké postupy užívají účastníci sociálních interakcí při vytváření vlastních příspěvků a pochopení příspěvků jiných. Proto nemůže vyšetřovat vytváření těchto interakcí z perspektivy mimo uvažování účastníků.

## Aplikace v jiných oborech
Během posledních let začala být konverzační analýza využívána výzkumníky v dalších oborech, jako je feminismus a feministická lingvistika, nebo jako východisko dalších výzkumných perspektiv, například členské kategorizační analýzy (Membership Categorization Analysis).
 